# فريدا ماري كوك
فريدا ماري كوك (بالإنجليزية: Freda Mary Cook)‏ هي عاملة اجتماعية نيوزيلندية، ولدت في 9 نوفمبر 1896، وتوفيت في 20 يناير 1990.